# Скотт, Кетлин
 Эдит Агнес Кэтлин Скотт, баронесса Кеннет (англ. Edith Agnes Kathleen Scott, Baroness Kennet; 27 марта 1878 — 25 июля 1947 года) — британский скульптор. Была женой исследователя Антарктики Роберта Скотта, мать Питера Скотта, художника и орнитолога. Второй брак — с Эдвардом Хилтоном Янгом, 1-м бароном Кеннетом, мать писателя и политика Вэйланда Хилтона Янга.

## Ранние годы
Эдит Агнес Кэтлин Брюс родилась в Карлтон-ин-Линдрик, район Бассетло, графство Ноттингемшир, Англия. Была младшей из одиннадцати детей Кэнона Ллойда Стюарта Брюса (1829—1886) и Джейн Скин (умерла в 1880).
Училась в школе Святого Георгия в Эдинбурге, затем с 1900 по 1902 год в школе изящных искусств Слейда в Лондоне. Продолжила образование в Академии Коларосси в Париже, которую окончила в 1906 году. Во время учёбы подружилась с Огюстом Роденом, который познакомил её с Айседорой Дункан. По возвращении в Лондон, она познакомилась с Джорджем Бернардом Шоу, Максом Бирбомом и Джеймсом Мэтью Барри, бывший дом которого она позже купила.

## Произведения

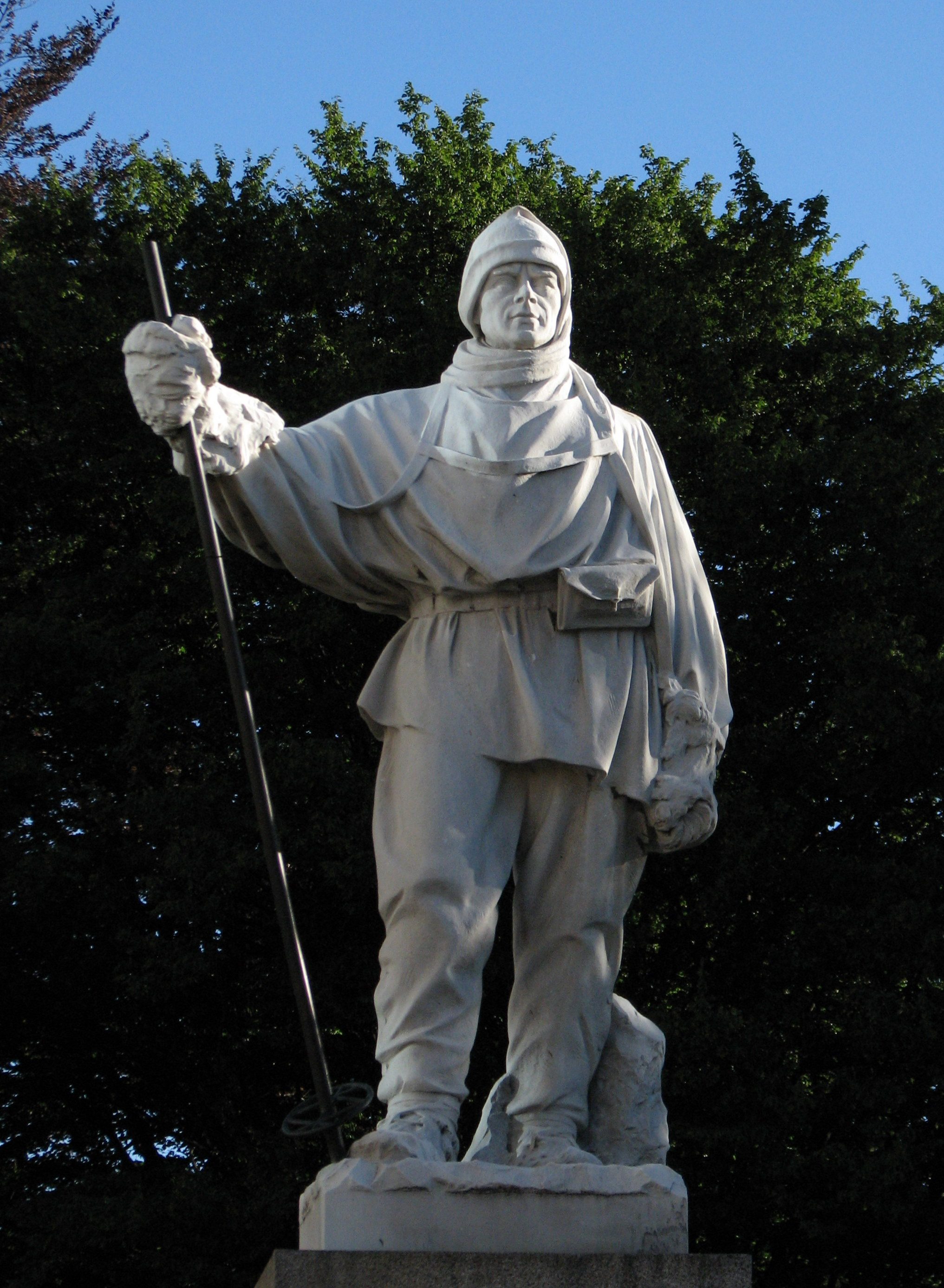
Статуя Роберта Скотта в Крайстчерч, Новая Зеландия работы Кетлин Скотт

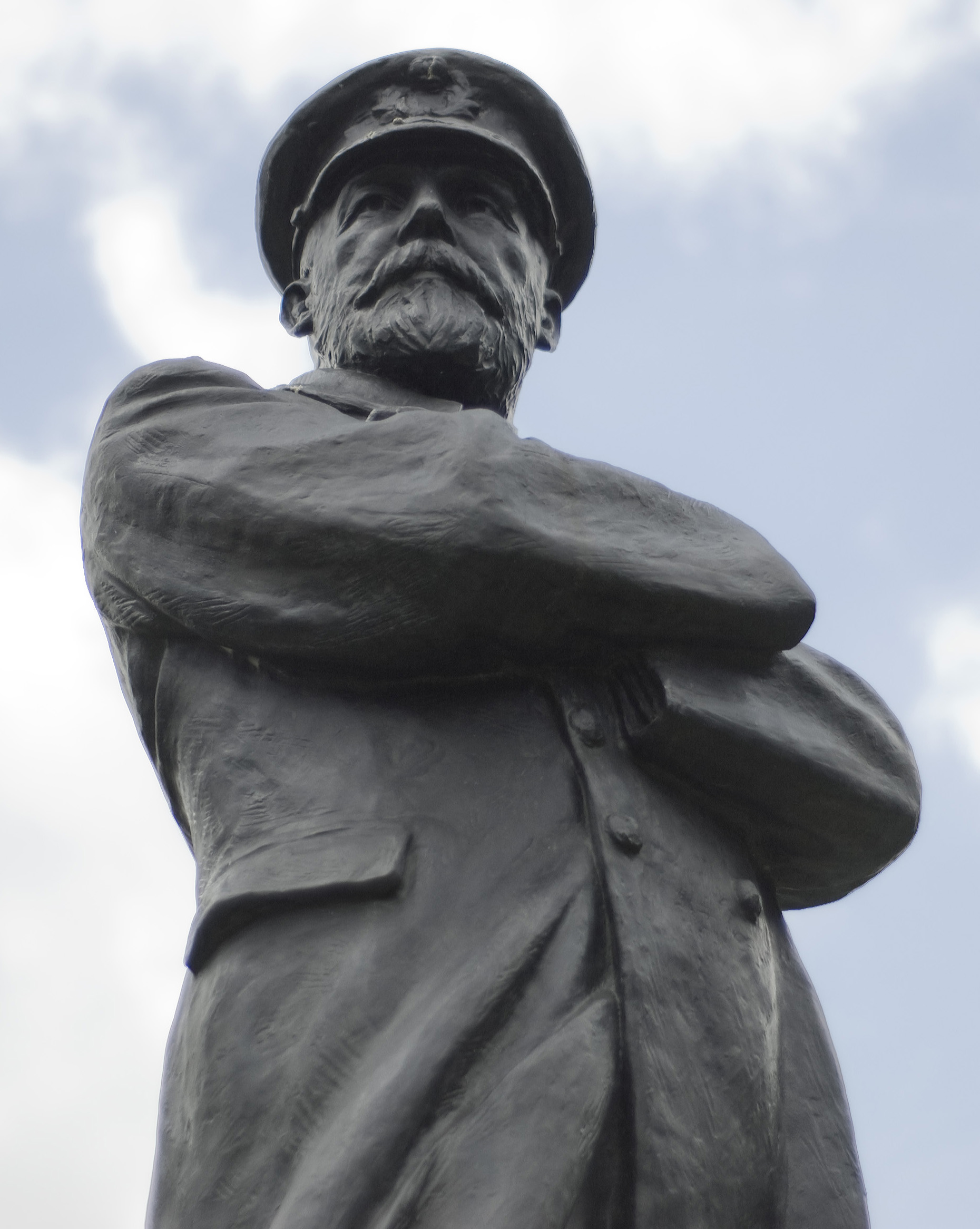
Статуя Эдварда Смита, капитана «Титаника»

Три бюста работы Кетлин Скотт хранятся в коллекции лондонской Национальной портретной галереи, где также находится 13 фотографических портретов самой Скотт.
Скотт создала статую своего первого мужа, исследователя Антарктики Роберта Скотта: бронзовый оригинал в 1915 году установлен на Ватерлоо-Плейс в Лондоне, а копия из белого мрамора — в 1917 году городе Крайстчерч, Новая Зеландия. Ею также создана мемориальная доска на стене Института полярных исследований имени Скотта в Кембридже со скульптурой «Молодость» (1920), моделью для которой послужил Арнольд Лоуренс, младший брат Томаса Лоуренса (Лоуренса Аравийского).
Скотт также создала скульптурный портрет Эдвард Смита, капитана «Титаника», после его смерти. Статуя установлена в Бикон-Парк, Личфилд, Англия.
Другая статуя под названием Here Am I, Send Me, расположена в школе Аундл. Ошибочно считается, что моделью для скульптуры послужил сын Скотт, Питер.
Мемориальная статуя Чарльза Роллса работы Скотт установлена на набережной Дувра.

## Личная жизнь
2 сентября 1908 года вышла замуж за исследователя Антарктики капитана Роберта Фолкона Скотта, год спустя у них родился сын Питер Скотт, ставший известным радиокомментатором, орнитологом, художником, экологом и спортсменом. В 1910 году Скотт сопровождала мужа в Новую Зеландию, чтобы проводить его в его путешествие к Южному полюсу. Роланд Хантфорд писал, что, в отсутствие мужа у неё завязался недолгий роман с Нансеном, наставником конкурента Скотта Руаля Амундсена, и далее норвежец даже предлагал овдовевшей Кетлин вступить в брак с ним, но предложение было отвергнуто. В феврале 1913 года, направляясь в Новую Зеландию, чтобы встретить мужа из путешествия, она узнала о его смерти в Антарктиде в марте 1912 года.
В 1922 году Кетлин Скотт повторно вышла замуж. Её избранником стал политик Эдуард Хилтон Янг. Второй сын Кетлин, Вэйланд Хилтон Янг, стал писателем и министром лейбористского правительства. Среди внуков Скотт — художница Эмили Янг и писательница Луиза Янг.
С 1915 по 1922 годы Скотт была членом Международного общества скульпторов, художников и гравёров.

## Титулы
В 1913 году Скотт был присвоен статус (но не титул) вдовы рыцаря-командора Ордена Бани. Статус учитывался при установления официального старшинства, но не давал права называться леди Скотт.
Когда 15 июля 1935 года её второму мужу был присвоен титул барона Кеннета, Скотт получила титул баронессы Кеннет.

## В культуре
В 1948 году Ealing Stufios сняла фильм Scott of the Antarctic. Актриса Диана Черчилль сыграла в нём роль Кетлин Скотт, а роль Роберта Скотта исполнил Джон Миллс.